# The Boy from Oz
The Boy from Oz è un musical scritto da Nick Enright, sulla vita del compositore e cantante australiano Peter Allen morto di AIDS nel 1992, utilizzando musiche e canzoni dello stesso Allen.

## Lo spettacolo
Lo show, diretto da  Gale Edwards e interpretato da Todd McKenney, debutta a Sydney il 5 marzo 1998, dando il via ad un tour in diverse città dell'Australia per un totale di 766 repliche, ottenendo un notevole successo di pubblico.
Il debutto a Broadway avviene il 16 settembre 2003 con la regia di Philip William McKinley, coreografie di Joey McKneely, scene di Robin Wagner, costumi di William Ivey Long, luci di Donald Holder e un nuovo adattamento firmato da Martin Sherman (adeguando lo spettacolo al pubblico americano, dando più spazio ai personaggi delle star statunitensi Garland e Minelli ed eliminando riferimenti troppo specifici alla realtà e allo slang australiano).  Hugh Jackman interpreta il ruolo principale, affiancato da Isabel Keating (nel ruolo di Judy Garland) e Stephanie J. Block e Beth Fowler.
Lo spettacolo ottiene immediatamente i favori del pubblico, mentre i critici appaiono inizialmente divisi. Se l'interpretazione di Hugh Jackman riceve lodi quasi unanimi, la messinscena viene da alcuni giudicata sfavorevolmente. Giudizi contrastanti, anche se generalmente positivi, nei confronti del libretto di Martin Sherman e Nick Enright.
Grande successo commerciale, con un incasso totale di 42 milioni di dollari. Tuttavia, allo scadere del contratto di Jackman, la produzione non trova un adeguato sostituto (tra i nomi presi in considerazione, Robbie Williams) e decide di chiudere lo spettacolo il 12 settembre 2004.
Jackman torna a vestire nuovamente i panni di Allen dal 3 agosto al 10 settembre 2006 nello show Boy From Oz Arena Spectacular, un'edizione speciale diretta da Kenny Ortega (concepita per essere presentata sul palco di un'arena da 10000 spettatori).

## Brani

### Atto I
- The Lives of Me - Peter Allen
- When I Get My Name in Lights - Ensemble
- When I Get My Name in Lights (Reprise) - Peter Allen
- Love Crazy - Chris Bell, Peter Allen, Ensemble (di Peter Allen e Adrienne Anderson)
- Waltzing Matilda - Peter Allen e Chris Bell (Trad.)
- All I Wanted Was the Dream - Judy Garland
- Only an Older Woman - Judy Garland, Peter Allen, Chris Bell e Mark Herron
- Best That You Can Do - Peter Allen e Liza Minnelli (di Burt Bacharach, Carole Bayer Sager, Peter Allen e Christopher Cross)
- Don't Wish Too Hard - Judy Garland (musica di Peter Allen, testi di Carole Bayer Sager)
- Come Save Me - Liza Minnelli and Peter Allen
- Continental American - Peter Allen, Ensemble (musica di Peter Allen, testi di Carole Bayer Sager)
- She Loves to Hear the Music - Liza Minnelli, Ensemble (musica di Peter Allen, testi di Carole Bayer Sager)
- Quiet Please, There's a Lady On Stage - Peter Allen e Judy Garland (musica di Peter Allen, testi di Carole Bayer Sager)
- I'd Rather Leave While I'm in Love - Liza Minnelli e Peter Allen (musica di Peter Allen, testi di Carole Bayer Sager)
- Not the Boy Next Door - Peter Allen e Marion Woolnough (musica di Peter Allen, testi di Dean Pitchford)

### Atto II
- Bi-Coastal - Peter Allen, Ensemble (musica di Peter Allen David Foster e Tom Keane)
- If You Were Wondering - Peter Allen and Greg Connell
- Sure Thing Baby - Dee Anthony, Greg Connell, Peter Allen, Ensemble
- Everything Old is New Again - Peter Allen, The Rockettes (musica di Peter Allen, testi di Carole Bayer Sager)
- Everything Old is New Again (Reprise) - Marion Woolnough, Dee Anthony e Greg Connell (musiche di Peter Allen, testi di Carole Bayer Sager)
- Love Don't Need a Reason - Peter Allen e Greg Connell (di Peter Allen, Michael Callen e Marsha Malamet)
- I Honestly Love You - Greg Connell (di Peter Allen e Jeff Barry)
- You and Me - Liza Minnelli e Peter Allen (musica di Peter Allen, testi di Carole Bayer Sager)
- I Still Call Australia Home - Peter Allen, Ensemble
- Don't Cry Out Loud - Marion Woolnough (musica di Peter Allen, testi di Carole Bayer Sager)
- Once Before I Go - Peter Allen
- I Go to Rio - Peter Allen, Company (di Peter Allen e Adrienne Anderson)

## Premi e candidature
2004 Tony Award
- Best Musical - nomination
- Best Book of a Musical (Martin Sherman; Nick Enright) - nomination
- Best Actor in a Musical (Hugh Jackman)
- Best Featured Actress in a Musical (Beth Fowler) - nomination
- Best Featured Actress in a Musical (Isabel Keating) - nomination

2004 Drama Desk Award
- Outstanding Actor in a Musical (Hugh Jackman)
- Outstanding Featured Actor in a Musical (Mitchel David Federan) - nomination
- Outstanding Featured Actress in a Musical (Isabel Keating)

2004 Theatre World Award
- Mitchel David Federan
- Hugh Jackman
- Isabel Keating

## Discografia
- The Boy From Oz - 1998 Original Australian Cast: Direzione musicale di Michael Tyack. Con Todd McKenney, Chrissie Amphlett, Jill Perryman, Angela Toohey.
- The Boy From Oz - 2003 Original Broadway Cast: Direzione musicale di Patrick Vaccariello. Con Hugh Jackman, Isabel Keating, Stephanie J. Block, Brad Anderson, Tari Kelly, Beth Fowler.